# NGC 736
NGC 736 este o galaxie eliptică situată în constelația Triunghiul. A fost descoperită în 12 septembrie 1784 de către William Herschel. Se află la o distanță de 56,1 de megaparseci de Pământ.